# Konin (keizer)
Keizer Konin (光仁天皇, Kōnin-tennō, 18 november 709 – 11 januari 782) was de 49e keizer van Japan volgens de traditionele volgorde. Hij regeerde van 770 tot 781.

## Genealogie
Voordat hij keizer werd, was zijn persoonlijke naam (zijn imina) Shirakabe-shinno (Shirakabe-no o).
Konin was de zoon van prins Shiki en kleinzoon van keizer Tenji. Hij trouwde met Ikami, een dochter van keizer Shomu en kreeg met haar een dochter en een zoon. Verder had Konin nog vier andere keizerinnen, met wie hij in totaal zeven zonen en dochters kreeg.

## Leven
Aanvankelijk kwam Konin niet in aanmerking voor de troon, daar deze in handen was van keizer Temmu en zijn nakomelingen. Na zijn huwelijk met Ikami werd hij de zwager van de destijds regerende keizerin, Shotoku. Ze benoemde hem tot haar opvolger. Voordat hij kroonprins werd, had Konin maar weinig interesse in politiek.
Als keizer probeerde Konin de administratieve organisaties en staatsfinanciën van Japan, die onder het bewind van keizerin Koken waren vervallen, te herstellen. Enkele maanden na zijn troonsbestijging, benoemde Konin prinses Ikami tot zijn keizerin, en daarmee haar zoon tot kroonprins. Ze werd later echter uit deze positie ontheven omdat ze ervan werd beschuldigd Konin te hebben vervloekt.
Na 11 jaar trad Konin af ten gunste van zijn zoon. Hij stierf korte tijd later op 73-jarige leeftijd. De regeerperiode van Konin staat tegenwoordig bekend als de Hoki-periode.
* Regent Jingu staat niet op de traditionele lijst.